# 오노기촌
오노기촌(大野木村)은 일본 아이치현 니시카스가이군에 설치되었던 촌이다. 현재의 나고야시 니시구의 일부에 해당한다.